# Köwerich
Köwerich is een plaats in de Duitse deelstaat Rijnland-Palts, en maakt deel uit van de Landkreis Trier-Saarburg.
Köwerich telt 382 inwoners.

## Bestuur
De plaats is een Ortsgemeinde en maakt deel uit van de Verbandsgemeinde Schweich an der Römischen Weinstraße.

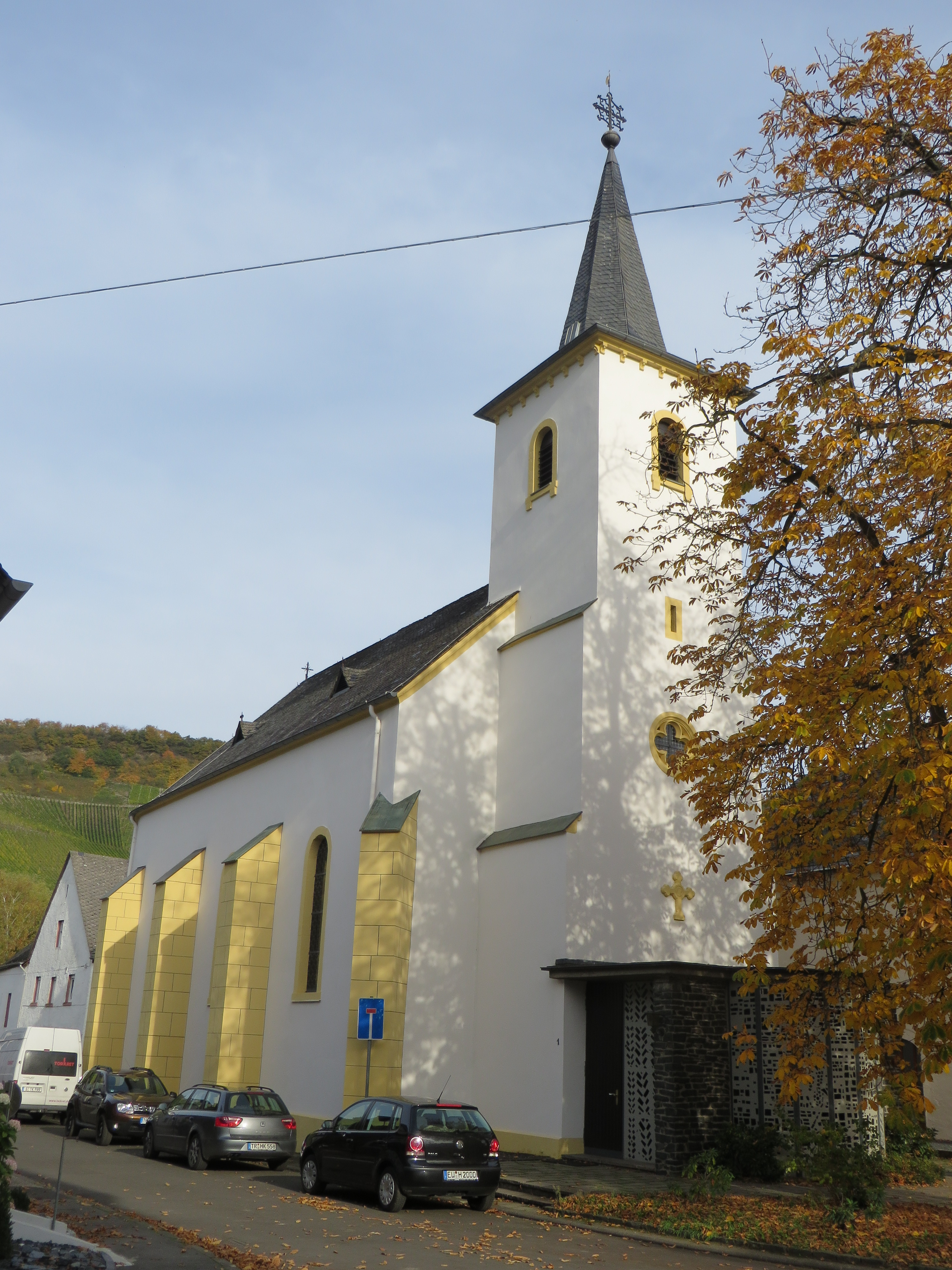
Kerkgebouw